# Kiss Land (canción)
'«Kiss Land»' es el título de una canción del artista canadiense The Weeknd, parte de su álbum de estudio debut homónimo. Fue lanzado el 17 de mayo de 2013 por XO y Republic Records. Tras su lanzamiento recibió la aclamación de la crítica musical, que apreciaba la progresión sobre sus trabajos anteriores. Aunque se suponía que sería el sencillo principal del álbum, la canción "Belong to the World" fue lanzado como el single principal de Kiss Land el 16 de julio de 2013. El 25 de junio de 2013, un mes después, se lanzó el video musical con las actrices London Keyes, Asphyxia Noir y Bonnie Rotten. Se considera NSFW debido al contenido sexual explícito, pero también se publicó una versión censurada.

## Antecedentes y composición
En 2011, The Weeknd lanzó los mixtapes House of Balloons, Thursday, y Echoes of Silence que recibieron la aclamación de la crítica. Al año siguiente, lanzó el álbum recopilatorio Trilogy, que contenía sus proyectos anteriores con tres temas grabados recientemente. The Weeknd comenzó a trabajar en su álbum debut Kiss Land en 2013 y reveló el título y la portada el 17 de marzo del mismo año.
La canción fue producida por Silkky Johnson, conocido por su trabajo previo con ASAP Mob y Lil B, en el cual la primera mitad es un reutilización de otra que produjo inicialmente para Main Attrakionz titulada "Nothin 'Gonna Change", del mixtape de 2011 "808s y Dark Grapes II". "Kiss Land" fue lanzado en la iTunes Store el 17 de mayo de 2013 y dura siete minutos y treinta y seis segundos, contiene una muestra de "La Ritournelle" del músico francés Sébastien Tellier. Fue coproducida por DannyBoyStyles, The Weeknd y Jason "DaHeala" Quenneville. Está dividido en dos porciones musicales; la primera sección discute temas de sexo, mientras que la segunda mitad aborda los temas del alcoholismo.

## Recepción crítica
Tras su lanzamiento "Kiss Land" recibió la aclamación de los críticos musicales. Lauren Nostro de Complex felicitó el crecimiento de The Weeknd como artista señalando que "continuamente refina" su "estética definida", y señaló que en la pista "cuenta con un puente" para ello. Brittany Lewis de Global Grind describió la canción como "hipnótica", mientras que Carl Williott de Idolator pensó que el uso del grito de una mujer trajo una siniestra cosa de lothario a absurdas nuevas alturas. Rob Markman de MTV News consideró que "Kiss Land" compartía una estructura similar a las canciones anteriores de The Weeknd, pero también sugirió que el próximo lanzamiento de Kiss Land revelará "mucho más sobre el hombre misterioso de la música".

## Posicionamiento
| Lista (2013)                                     | Mejor Posición |
| ------------------------------------------------ | -------------- |
| South Korea International Streaming Chart (Gaon) | 195            |